# نیکیتا شورشین
نیکیتا شورشین (روسی: Никита Александрович Шуршин؛ زادهٔ ۸ آوریل ۱۹۹۳) دوچرخه‌سوار اهل روسیه است.